# 긍정적 해체
긍정적 해체 이론(theory of positive disintegration, TPD)은 폴란드 심리학자 카지미에 다브로프스키가 개발한 성격 발달에 대한 아이디어이다. 주류 심리학과 달리 이 이론은 심리적 긴장과 불안을 개인의 성장에 필요한 것으로 본다. 이러한 "해체적" 과정은 "긍정적"인 반면, 긍정적인 해체를 거치지 못한 사람들은 "일차적 통합"에 그쳐 개성을 가지지만 그럼에도 불구하고 자율적인 성격이 부족하고 감수성이 예민한 상태를 유지할 수 있다. 해체와 그에 따른 더 높은 발달 과정에 들어가는 것은 과도한 흥분과 과민성을 포함한 발달 잠재력을 통해 발생한다.
에릭슨의 심리사회 발달의 단계와 같은 다른 발달 이론과는 달리, 대다수의 사람들이라도 모든 수준을 거쳐 발전한다고 가정하지는 않는다. TPD는 단계 이론이 아니며 수준은 연령과 상관 관계가 없으며 긴장과 불안은 성숙도와 상관 관계가 없다.

## 같이 보기
- 반정신의학
- 반취약성
- 콜버그의 도덕 발달 단계
- 성격심리학
- 외상 후 성장